# Мелитианский раскол

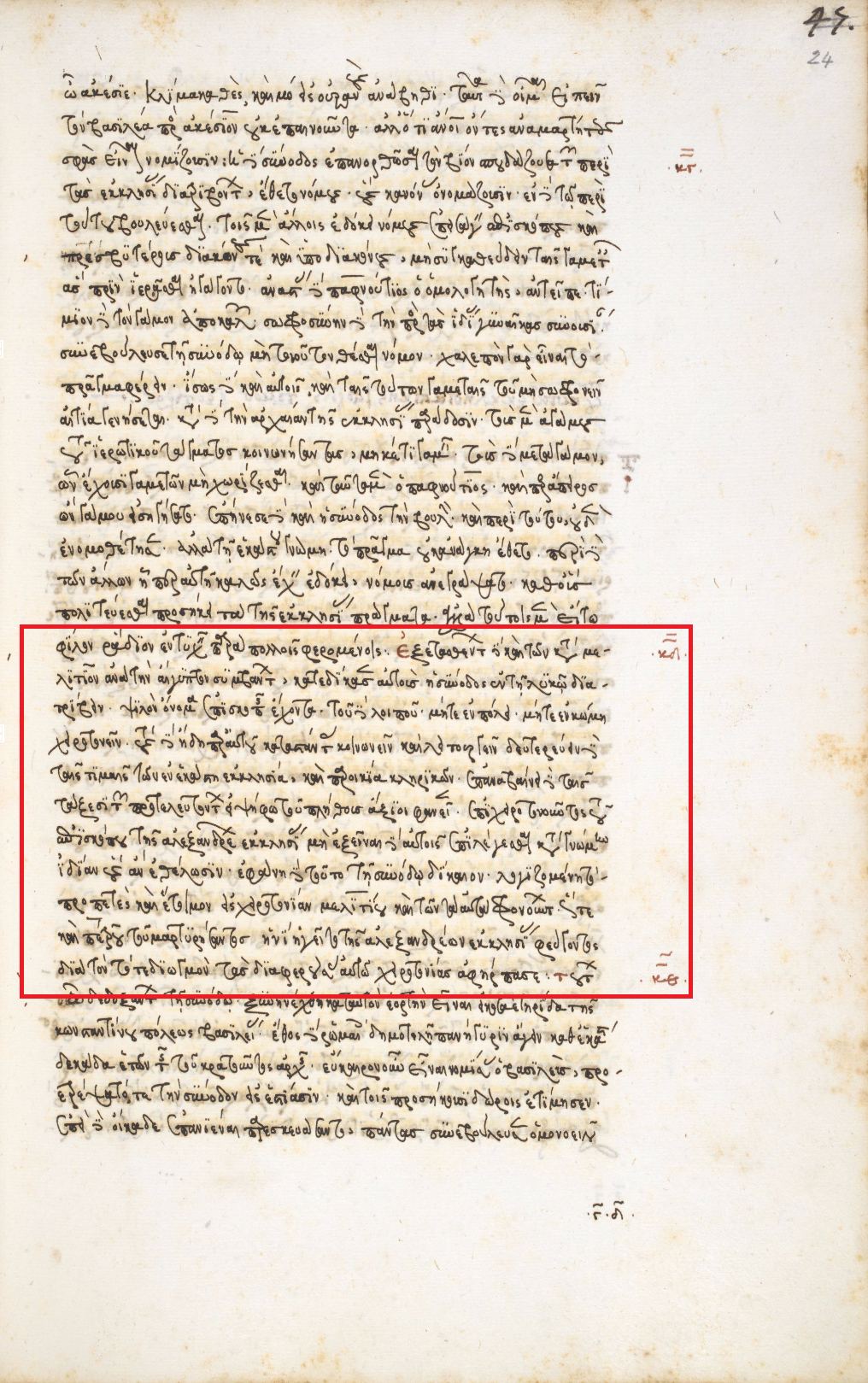
Рукопись 1524 года. Созомен. «Церковная история» Книга 1. Глава 24. О деле Мелития, как хорошо святой Собор рассмотрел его. Британская библиотека.

Мелитиа́нский раско́л — церковный раскол IV века, возникший в Александрийской церкви во время Великого гонения около 306 года. Раскол не был вызван теологическими разногласиями и был связан прежде всего с вопросом о назначении епископов. После Никейского собора мелитиане приняли арианскую точку зрения и в дальнейшем в арианском споре выступали на стороне противников Афанасия Великого. Последние свидетельства о существовании общин мелитиан относятся к VIII веку.

## Происхождение
Источники дают противоречивое представление о возникновении данного течения. По версии, изложенной в «Панарионе» Епифания Кипрского, это было связано с разногласиями по вопросу о принятии падших, то есть тех, кто в ходе гонений отпал от христианской веры. Решая вопрос о наложении наказания на них, находящиеся в заключении епископ Пётр Александрийский и Мелитий Ликопольский  (др.-греч. Μελίτιος) заняли, соответственно, снисходительную и строгую позиции. Мелитий полагал для мирян необходимым длительный искус, а повторное принятие в общение клириков-отступников только в качестве мирян. Когда же встал вопрос о выборе стороны в споре, большинство поддержало Мелития. С тех пор они молились раздельно и каждый ставил священников. После мученической смерти Петра Мелитий находился в дружеских отношениях с его преемником Александром и расходился с ним только в вопросе о падших. Последователи Петра свою церковь называли «католической», а Мелития — «церковью мучеников».
Другая версия излагается в подборке различных посланий, т. н. «Веронских документах». Из них следует, что вопрос о падших к данному расколу отношения не имел — епископы упрекают Мелития в том, что тот, не имея на то права, совершает хиротонии. Мелитий, прибыв в Александрию в сопровождении двух «честолюбцев», Ария и Исидора, отлучил пресвитеров находящегося в заключении Петра и поставил вместо них своих соратников. Узнав об этом, Пётр написал александрийцам, чтобы они не имели с Мелитием общения, и пообещал предоставить это дело на рассмотрение собора. Из рассказа Афанасия Великого известно, что на состоявшемся соборе Мелитий был обвинён во многих противозаконных деяниях, в том числе в идолопоклонстве. Низложенный Мелитий, в результате, образовал своё общество.
По мнению В. В. Болотова, сообщение Епифания неточно и в нём излагается благоприятная Мелитию точка зрения, а вопрос о падших был выдвинут мелитианами как благовидный предлог для своего отделения от церкви.
После смерти Петра Александр Александрийский принял в общение Мелития, при этом последний подал Александру список всех священных лиц, какие, по словам его, были у него в Египте: епископов, пресвитеров и диаконов. Как объясняет Афанасий Великий, это было сделано для того, чтобы когда Мелитий, получив свободу в Церкви, не стал называть многих и каждый день, кого захочет, ложно выдавать за имеющих священный сан.

## Рассмотрение на Никейском соборе
Вопросу о расколе в «Египте, Ливии и Пентаполе» было посвящено шестое правило Никейского собора, подтвердившее, что епископ Ликополя не должен претендовать на властное положение своей кафедры вопреки древним обычаям. Различные комментарии исследователей вызвало то обстоятельство, что вопреки существовавшему после административной реформы Диоклетиана делению Египта, в постановлении не была упомянута Фиваида, ставшая очагом мелитианского движения.
Относительно самих мелитиан собор издал особое послание. За Мелитием был оставлен только титул епископа без права совершения хиротонии и других возможных для епископа действий. Мелитианские епископы были оставлены в своём сане без права управления своими провинциями, пока живы поставленные на их место католические епископы, после чего мелитиане, при условии согласия населения, могли вновь занять свою кафедру.

## Мелитиане и Афанасий Великий
Крупный конфликт с участием мелитиан был связан с избранием Афанасия Великого епископом Александрии после смерти Александра Александрийского. Сведения об этом конфликте противоречивы и исходят, преимущественно, от самого Афанасия и его сторонников. Известно, что Александр скончался 17 апреля 328 года, а Афанасий был избран 8 июня того же года. Такая длительная задержка могла быть связана как с отказом включить мелитианских епископов в число выборщиков, так и со сложностью получения согласия императора Константина на это назначение. Первые явные указания на возникновение конфликта датируются 332 годом, когда в одном из своих Пасхальных посланий Афанасий сообщил о том, что он находился в императорской резиденции, где «пребывающие там мелетиане, которые нас преследовали своею ненавистью и оклеветали пред Императором, были посрамлены и изгнаны оттуда как клеветники, быв в этом многократно уличены». Созомен сообщает дополнительные подробности этой истории: стороны обменивались взаимными обвинениями перед лицом императора, мелитиане обвиняли Афанасия в убийствах, заключении и сожжении церквей, а тот их в неправомерных рукоположениях, искажении Никейского символа веры, возмущениях и оскорблении православных. Император, не зная кому верить, запретил Афанасию препятствовать мелитианам молиться в церквях, угрожая в случае нарушения этого указания изгнать Афанасия из Александрии. Сообщение Афанасия о том, что уже в это время мелитиане вступили в союз с арианами, вряд ли достоверно.
Аналогичные обвинения, включая обвинения в убийстве мелитианского епископа Арсения, были предъявлены Афанасию на Тирском соборе 335 года, в результате которого Афанасий был сослан в Трир. Большинство церковных историков считают эти обвинения несостоятельными.
Тем не менее, опубликованные в 1924 сэром Идрисом Беллом папирусы проливают дополнительный свет на притеснения, которым подвергались мелитиане в Египте со стороны Афанасия. Будучи убеждённым антитринитарием и считая Афанасия Великого чуть ли не личным врагом, Исаак Ньютон полагал предъявляемые александрийскому епископу обвинения обоснованными. Приложив значительные усилия для анализа всех доступных ему источников, он пришёл к выводу, в частности, о виновности Афанасия в убийстве Арсения. По его мнению, на соборе Афанасием не был «предъявлен» живой Арсений, имелось только подложное письмо о том, что он жив. При этом Ньютон полагал, что Афанасий был изгнан не за свои религиозные убеждения, а за своё возмутительное поведение. Свои выводы Ньютон изложил в не опубликованных при жизни «Paradoxical Questions concerning the morals & actions of Athanasius & his followers». Сходную точку зрения разделял Ричард Хэнсон, характеризовавший поведение Афанасия как «бандитизм, … ничего не имеющий общего с арианской полемикой».

## В Антиохии
Возникшая в начале 360-х годов и связанная с именем Мелетия Антиохийского мелетианская схизма в Антиохии является отдельным историческим эпизодом (хотя также относящимся к арианскому спору).